# راديو انيرجي

شعار راديو انيرجي

إذاعة راديو انيرجي (NRJ) هي إذاعة خاصة لبنانية تبث باللغة الإنكليزية من بيروت. تهدف إلى تقديم المنوعات الإنكليزية إلى جيل الشباب. تتبع مجموعة RML المملوكة لآل المر.

## موجاتها
- تبث إنيرجي على موجة 99 أف أم.